# Suburbia (butikskedja)
Suburbia är en butikskedja grundad 1970. Det finns över 80 affärer i Mexiko.